# Hong Kong Open 1994
L'Hong Kong Open 1994 è stato un torneo di tennis giocato sul cemento. È stata la 19ª edizione dell'Hong Kong Open che fa parte della categoria World Series nell'ambito dell'ATP Tour 1994.
Si è giocato a Hong Kong dall'11 al 17 aprile 1994.

## Campioni

### Singolare
Michael Chang ha battuto in finale  Pat Rafter con il punteggio di 6–1, 6–3

### Doppio
Brad Gilbert /  Jim Grabb hanno battuto in finale  Byron Black /  Byron Talbot con il punteggio di 6–2, 6–1